# Esfandiar Lari
Esfandiar Lari (pers. اسفندیار لاری; ur. 3 lutego 1939) – irański strzelec, olimpijczyk. 
Brał udział w Letnich Igrzyskach Olimpijskich 1976 (Montreal). Startował tylko w skeecie, w którym uplasował się na 54. miejscu (ex aequo z nim klasyfikowany był Pichit Burapavong z Tajlandii) .

## Wyniki olimpijskie
| Igrzyska | Konkurencja | Wynik       | Miejsce | Źródło |
| -------- | ----------- | ----------- | ------- | ------ |
| IO 1976  | Skeet       | 179 punktów | 54T     | [ 1 ]  |